# Sarah Zadrazil
Sarah Zadrazil (Sankt Gilgen, 19 febbraio 1993) è una calciatrice austriaca, centrocampista del Bayern Monaco e della nazionale austriaca.
Con l'incontro dei quarti di finale dell'Europeo di Inghilterra 2022 del 21 luglio 2022, è la quarta calciatrice a raggiungere le 100 presenze con la maglia della nazionale maggiore.

## Carriera

### Club
Sarah Zadrazil si appassiona al calcio fin da giovanissima decidendo di tesserarsi con l'USC Abersee, società con sede a Strobl, passando in seguito al SG FC Bergheim / USK Hof, squadra femminile gestita congiuntamente dalle due società di Bergheim e Salisburgo, giocando nelle proprie formazioni giovanili. In quest'ultima, dopo essere stata inserita anche nella formazione titolare, rimane fino alla sua decisione di trasferirsi negli Stati Uniti d'America per approfondire gli studi.
Iscritta alla East Tennessee State University di Johnson City, Tennessee, tra il 2012 e il 2015 gioca nella loro formazione femminile di calcio universitario, le East Tennessee State Lady Buccaneers.
Nel 2015 Zadrazil trova un accordo con il Washington Spirit dove viene inserita in rosa nella loro formazione riserve, contribuendo a far vincere alla squadra l'edizione 2015 della United Soccer Leagues W-League, l'allora secondo livello del campionato statunitense femminile di calcio.
Nel marzo 2016, seppure svincolata, inizia la preparazione pre-stagionale con il Washington Spirit per accettare in seguito l'invito del Portland Thorns a spostarsi al suo programma di allenamento.
Zadrazil infine nel maggio 2016 coglie l'occasione per tornare a giocare in Europa, sottoscrivendo un contratto biennale con il Turbine Potsdam per giocare in Frauen-Bundesliga dal campionato 2016-2017. Alla sua prima stagione nel campionato tedesco contribuisce a far rimanere la sua squadra nella parte alta della classifica per tutto il campionato raggiungendo anche il primo posto ma concludendolo al terzo, a due punti dal Bayern Monaco.

### Nazionale
Zadrazil inizia a essere convocata dalla Federcalcio austriaca (ÖFB) inizialmente nelle giovanili, dalla formazione Under-17 (6 presenze e 5 reti) alla Under-19 con la quale il 19 settembre 2009 debutta in una competizione UEFA in occasione della prima fase di qualificazione del campionato europeo del Bielorussia 2009, nell'incontro vinto dalle austriache 2-1 sulle pari età del Kazakistan.
Nel 2010 arriva anche la convocazione nella nazionale maggiore da parte del commissario tecnico Ernst Weber, inserita in rosa con la squadra che il 25 agosto affronta la Turchia durante le qualificazioni, nel gruppo 5 della zona UEFA, al Mondiale di Germania 2011, debuttandovi rilevando Carolin Grössinger al 55' della partita pareggiata 2-2 con le avversarie.

## Statistiche

### Presenze e reti nei club
Statistiche (parziali) aggiornate al 30 ottobre 2021.
| Stagione               | Squadra                | Campionato             | Campionato | Campionato | Coppe nazionali | Coppe nazionali | Coppe nazionali | Coppe internazionali | Coppe internazionali | Coppe internazionali | Altre coppe | Altre coppe | Altre coppe | Totale | Totale |
| Stagione               | Squadra                | Comp                   | Pres       | Reti       | Comp            | Pres            | Reti            | Comp                 | Pres                 | Reti                 | Comp        | Pres        | Reti        | Pres   | Reti   |
| ---------------------- | ---------------------- | ---------------------- | ---------- | ---------- | --------------- | --------------- | --------------- | -------------------- | -------------------- | -------------------- | ----------- | ----------- | ----------- | ------ | ------ |
| 2016-2017              | Turbine Potsdam        | BL                     | 20         | 1          | CG              | -               | -               |                      | -                    | -                    |             | -           | -           | 20     | 1      |
| 2017-2018              | Turbine Potsdam        | BL                     | 18         | 3          | CG              | 2               | 1               |                      | -                    | -                    |             | -           | -           | 20     | 4      |
| 2018-2019              | Turbine Potsdam        | BL                     | 22         | 4          | CG              | 3               | 1               |                      | -                    | -                    |             | -           | -           | 25     | 5      |
| 2019-2020              | Turbine Potsdam        | BL                     | 22         | 0          | CG              | 2               | 0               |                      | -                    | -                    |             | -           | -           | 24     | 0      |
| Totale Turbine Potsdam | Totale Turbine Potsdam | Totale Turbine Potsdam | 82         | 8          | -               | 7               | 2               | -                    | -                    | -                    | -           | -           | -           | 89     | 10     |
| 2019-2020              | Bayern Monaco          | BL                     | -          | -          | CG              | -               | -               | UWCL                 | 1                    | 0                    |             | -           | -           | 1      | 0      |
| 2020-2021              | Bayern Monaco          | BL                     | 22         | 1          | CG              | 4               | 0               | UWCL                 | 7                    | 1                    |             | -           | -           | 33     | 2      |
| 2021-2022              | Bayern Monaco          | BL                     | 19         | 0          | CG              | 4               | 1               | UWCL                 | 7                    | 0                    |             | -           | -           | 3      | 0      |
| 2022-2023              | Bayern Monaco          | BL                     | 21         | 1          | CG              | 4               | 0               | UWCL                 | 9                    | 0                    |             | -           | -           | 34     | 1      |
| 2023-2024              | Bayern Monaco          | BL                     | 19         | 0          | CG              | 3               | 0               | UWCL                 | 6                    | 0                    | -           | -           | -           | 28     | 0      |
| 2024-2025              | Bayern Monaco          | BL                     | -          | -          | CG              | -               | -               | UWCL                 | -                    | -                    | ST          | 1           | 0           | 1      | 0      |
| Totale Bayern Monaco   | Totale Bayern Monaco   | Totale Bayern Monaco   | 81         | 2          | -               | 15              | 1               | -                    | 30                   | 1                    | -           | 1           | 0           | 127    | 4      |
| Totale carriera        | Totale carriera        | Totale carriera        | 163        | 10         | -               | 22              | 3               | -                    | 30                   | 1                    | -           | 1           | 0           | 216    | 14     |

## Palmarès

### Club
- Campionato tedesco: 3

Bayern Monaco: 2020-2021, 2022-2023, 2023-2024
- Supercoppa di Germania: 1

Bayern Monaco: 2024

### Nazionale
- Cyprus Cup: 1

2016